# Odontobutis yaluensis
Odontobutis yaluensis — вид риб родини Odontobutidae. Прісноводна бентопелагічна субтропічна риба, є ендеміком Китаю.